# Gorno Novo Selo, Stara Zagora
Gorno Novo Selo (în bulgară Горно Ново Село) este un sat în comuna Bratea Daskalovi, regiunea Stara Zagora,  Bulgaria. 

## Demografie
Componența etnică a satului Gorno Novo Selo
     Turci (95,8%)
     Bulgari (4,19%)
     Nicio identificare (0%)
     Altele (0%)
La recensământul din 2011, populația satului Gorno Novo Selo era de 167 locuitori. Din punct de vedere etnic, majoritatea locuitorilor (95,8%) erau turci, cu o minoritate de bulgari (4,19%). Pentru 0,0% din locuitori nu este cunoscută apartenența etnică.